# 백산고등학교
백산고등학교(白山高等學校)는 대한민국 전북특별자치도 부안군 백산면 오곡리에 있는 사립 고등학교이다.

## 학교 연혁
- 1966년 1월 18일 : 백산고등학교 설립 인가(3학급)
- 1966년 3월 2일 : 초대 정진석 교장 취임
- 1966년 3월 4일 : 개교
- 1974년 11월 19일 : 학급 증설 인가(15학급)
- 1991년 3월 2일 : 학급 감축 인가(9학급)
- 2009년 3월 1일 : 사교육절감형 창의경영학교 선정
- 2022년 10월 24일 : 전북미래학교(혁신학교) 선정(2023~2025년 운영)
- 2024년 2월 2일 : 제56회 졸업식 (총 8,020명 졸업)
- 2024년 3월 1일 : 제13대 유석용 교장 취임
- 2024년 3월 4일 : 2024학년도 신입생 60명 입학
- 2024년 7월 24일 : 사교육 부담없는 지역학교 선정(2024년~2026년)

## 참고 자료
- 백산고등학교 - 한국교육학술정보원 학교알리미